# 李光一
李 光一 (リ・グァンイル、1988年4月13日 - ) は、北朝鮮のサッカー選手。ポジションはゴールキーパーで、4.25体育団に所属する。AFCアジアカップ2011の北朝鮮代表最終エントリーに含まれたが、試合出場はない。

## 所属クラブ
- 2006年 - 2009年  小白水体育団
- 2009年 - 2010年  FKラドニチュキ1923
  - 2010年  Erdoglija Sumadija Kragujevac
- 2010年 - 2014年  小白水体育団
- 2014年 -  4.25体育団